# Judith Espígol i Aguilera
Judith Espígol i Aguilera va néixer a Bescanó, Girona, l'any 2002. Com a escriptora va començar a escriure als 13, i als 15 es va registrar a la plataforma Wattpad. Allà publicà la seva primera triologia en català intitulada Reasons, la qual es va publicar en físic, per Fanbooks, l'any 2023.
A part de l'escriptura, la seva professió és l'infermeria, carrera de la qual en cursava el 3r curs quan va publicar la trilogia esmentada anteriorment. També dedica una part del seu temps a les xarxes socials, sobretot a TikTok, on publica vídeos explicant el seu punt de vista sobre l'escriptura, la llengua catalana, l'infermeria i altres temes que viu molt de prop com a escriptora i infermera.